# Njuša
Njuša (in russo Нюша?), pseudonimo di Anna Vladimirovna Šuročkina (in russo Анна Владимировна Шурочкина?; Mosca, 15 agosto 1990), è una cantante russa.
È figlia del produttore Vladimir Šuročkin, che l'ha scoperta e condotta al successo. Nel dicembre 2010 è stata la ragazza copertina della rivista Maxim (ed. russa). La sorella minore Marija Šuročkina è una sincronetta medaglia d'oro alle Olimpiadi di Rio de Janeiro 2016 e pluricampionessa del mondo.

## Biografia
È il padre, produttore, ed ex componente della band sovietica Laskovyj maj, attiva negli anni '80, ad avviarla, già da bambina, alla carriera musicale. Nel 2007 vince il Lights STS Superstar, un talent show locale, che l'ha vista esibirsi con cover di canzoni di artisti famosi. Rappresenta poi il proprio paese nell'edizione del 2008 di New Wave, nota manifestazione canora russa per giovani artisti emergenti.
Nel 2009 pubblica il suo primo singolo Voju na lunu, che ottiene una buona rotazione radiofonica in patria, tuttavia è nel 2010 che la cantante riesce a raggiungere la notorietà anche al di fuori della Russia. Esce nei primi mesi del 2010 il singolo di successo Ne perebivaj, e nell'autunno dello stesso anno segue il brano pop dance Čudo, tratti dall'omonimo album di studio uscito nello stesso anno.
Čudo sarà il singolo che la porterà in testa alle classifiche di Russia e Ucraina e che la consacrerà come artista emergente di maggior successo in Europa.
Nel 2011 torna nuovamente ai vertici delle classifiche russe con il singolo Bol'no. Il singolo riuscirà ad entrare anche nella top 50 dei singoli europei di maggior successo. Successivamente esce il singolo Plus près (We ca make it right) con il dj francese Gilles Luka e Vyše.
Nell'estate del 2012 anche il singolo Vosponimanie sarà il più ascoltato dalle radio russe. Seguirà poi Èto novyj god, pezzo che otterrà la vetta nel periodo natalizio. Nella primavera 2013 altra numero uno per la cantante è l'accattivante Naedine, che anticiperà l'uscita del suo secondo album intitolato Ob'edinenie.
Nel 2014 vince il premio MTV Europe Music Award al miglior artista russo.
Negli anni successivi pubblica altri singoli e prende parte a diversi progetti televisivi e non, tra cui Golos. Deti (versione russa del programma The Voice Kids) in cui ricopre il ruolo di tutor nell'edizione del 2017. Nel 2020 esce il suo terzo album in studio, Solaris Es.

### Vita privata
Nel gennaio 2017 annuncia il suo fidanzamento con Igor Sivov. Il 6 novembre 2018 dà alla luce una figlia, Simba, nata in una prestigiosa clinica di Miami.

## Discografia

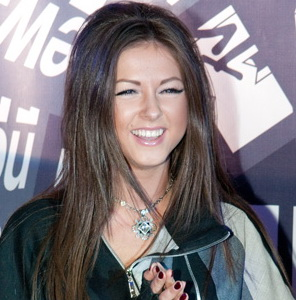
Njuša nel 2011

### Album in studio
- 2010 – Vybirat' čudo
- 2013 – Ob'edinenie
- 2020 – Solaris Es

### Singoli
- 2009 – Voju na Lunu
- 2010 – Ne perebivaj (solo o con Ice Lo e Ayv1o)
- 2010 – Vybirat' čudo (solo o con Arash)
- 2011 – Vol'no
- 2011 – Plus près (We Can Make It Right) (con Gilles Luka)
- 2011 – Vyše
- 2012 – Vospominanie
- 2012 – Ėto Novyj God
- 2013 – Naedine (Ob'edinenie)
- 2014 – Tol'ko
- 2014 – Cunami
- 2015 – Gde ty, tam ja
- 2016 – Celuj
- 2016 – Ljubit' tebja
- 2017 – Ja ne bojus'
- 2018 – Noč'
- 2018 – Goalie Goalie (con Arash, Pitbull e Blanco)
- 2018 – Taju
- 2019 – Ja išču ego
- 2019 – Meždu nami (con Artëm Kačer)
- 2020 – P'janye mysli
- 2020 – Dyši, ljubi, ceni
- 2021 – Grjaznye tancy (con LSP)
- 2021 – Nebo znaet
- 2023 – Zanovo
- 2023 – Russkaja devuška
- 2024 – Cunami (con Aum Raa)
- 2025 – Chrustal' (con Andro)